# هفت تششمة (مشكين شهر)
هفت‌ تششمة هي قرية في مقاطعة مشكين شهر، إيران. عدد سكان هذه القرية هو 116 في سنة 2006.